# 法学館
株式会社法学館（ほうがくかん）は、東京都渋谷区に本社を置く、伊藤塾の経営等で知られる会社である。その他にも法務関係の講座や研修を開いており、また、「憲法研究所」「法教育研究所」など、いくつかの研究所やシンクタンクを有している。

## 概要
1995年に憲法記念日である5月3日に設立された。司法試験を中心とした法律資格に関する受験指導校「伊藤塾」、留学生の雇用支援を目的としたベトナム料理店「ハノイのホイさん」、「桜ヶ丘国際日本語学校」、小学校低学年を対象にしたアフタースクール「みらい基地」といったサービスを展開している。

## 沿革
- 1995年 - 憲法記念日である5月3日に設立[1]。「伊藤真の司法試験塾」として東京校、在宅校（通信）を開校[2]。
- 1996年 - 京都校を開校[2]。
- 1998年 - 中央大学駅前校（現：立川校）と大阪京橋校（現：大阪梅田校）を開校[2]。
- 1999年 - 高田馬場校、名古屋校を開校[2]。「公務員塾」を開塾。沖縄スタディツアーを開始[2]。
- 2001年 - 「伊藤真の司法試験塾」と「公務員塾」を併合[2]。「伊藤塾」へ改名[2]。
- 2002年 - 司法書士試験、行政書士試験講座を開講[2]。「法学館憲法研究所（JICL）」を設立[2]。
- 2003年 - インターネットを用いた講義配信を開始[2]。
- 2004年 - 講座販売を行うオンラインショップを開始[2]。
- 2006年 - 御茶ノ水校を開校[2]。
- 2008年 - 「明日の行政書士講座」を開講[2]。
- 2009年 - 「明日の司法書士講座」を開講[2]。
- 2011年 - 留学生の雇用支援としてベトナム料理店「ハノイのホイさん」をオープン[2]。関連企業として「農学館」を設立[2]。
- 2015年 - 「ハノイのホイさん」目黒店がオープン[2]。
- 2019年 - 名古屋校を「コネクト伊藤塾 名古屋」としてリニューアル[2]。「ハノイのホイさん」目黒店が移転して大岡山店がオープン[2]。
- 2020年 - 「桜丘国際日本語学校」を開校[2]。